# Нагороди Чеченської Республіки Ічкерія

Прапор Чеченської Республіки Ічкерія

Герб Чеченської Республіки Ічкерія

Нагороди Чеченської Республіки Ічкерія — ордени, медалі та почесні звання, що існували та існують в Чеченській Республіці Ічкерія. Джерелами відомостей про них служать укази та розпорядження президента Чеченської Республіки Ічкерія та постанови уряду ЧРІ.
Всього відомо 7 орденів, 3 медалі та 23 почесних звання. Вищою нагородою Чеченської Республіки Ічкерія є орден «Честь Нації». Після поразки і скасування Чеченської Республіки Ічкерія деякі нагороди продовжують вручатися урядом ЧРІ в еміграції.

## Історія
Указом Президента Чеченської Республіки Ічкерія Джохара Дудаєва № 51 від 17 квітня 1994 року з метою стимулювання високопродуктивної праці, підвищенні зацікавленості робітників, службовців та інтелігенції Чеченської Республіки Ічкерія в досягненні високих результатів у відповідних галузях народного господарства було затверджено 23 почесні звання республіки.
Указом Президента Чеченської Республіки Ічкерія Зелімхана Яндарбієва № 180 від 4 листопада 1996 року було затверджено державну комісію ЧРІ щодо вищих державних нагород при президентові ЧРІ. До комісії входили:
- Віце-президент ЧРІ;
- Прем'єр міністр ЧРІ;
- Голови парламенту ЧРІ;
- Помічник президента ЧРІ з національної безпеки;
- Міністр оборони ЧРІ;
- Кавалеру ордену «Честь Нації», нагороджених першим президентом республіки Джохаром Дудаєвим;
- Міністр ВС ЧРІ;
- Голова ДГБ ЧРІ;
- Генеральний прокурор ЧРІ.

Керівництво державною комісією з вищих державних нагород республіки здійснював президент держави, а за його відсутності — віце-президент. Засідання при цьому не були систематизовані і проходили відповідно до необхідності. Матеріали до засідання згідно указу подавав помічник президента ЧРІ з національної безпеки, рішення про нагородження вищими державними нагородами приймалося тільки з урахуванням думки всіх членів комісії, досягнутого голосуванням або опитуванням кожного окремо, більшістю в 2/3 голосів. У випадку, якщо питання залишалося спірним, рішення про нагородження приймав президент.
Указом Президента Чеченської Республіки Ічкерія Аслана Масхадова № 173 від 1 червня 1999 року налагоджувалося виробництво державних нагород на Гудермеському заводі медичних інструментів. Наказувалося підготувати спеціальних цех з виготовлення та випуску нагород, значків і символік Чеченської Республіки Ічкерія. Контроль за виконання указу на себе брав відділ геральдики і нагород адміністрації президента ЧРІ.
В більшість нагород використовувалися дорогоцінні метали і камені, такі як золото, платина і рубіни. Проте через активні бойові дії під час Першої і Другої російсько-чеченських війн було налагоджено виробництво «польових» варіантів нагород — без використання дорогоцінних матеріалів. Так, наприклад, медаль «Захисник Вітчизни» була виготовлена золота з платиновою вставкою, а «польовий» варіант включав в себе використання білого металу як основного матеріалу.

## Державні нагороди

### Ордени

#### Орден «Честь Нації»

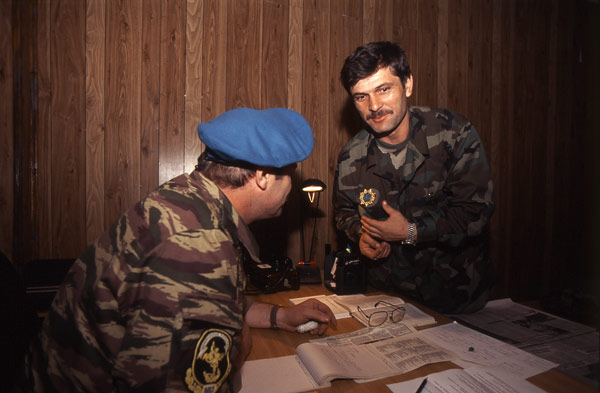
Асланбек Ісмаїлов демонструє свій орден «Честь Нації»

Орден «Честь Нації» (чеч. Орден «Къоман Сий», Orden «Qoman Sij») — вища державна нагорода Чеченської Республіки Ічкерія, затверджена 1995 року, що присвоюється указом президента ЧРІ в першу за виняткові військові досягнення і найбільш високі досягнення перед Чеченською Республікою Ічкерія.
Перші ордени «Честь Нації» були виготовлені із золота з платиновим диском посередині і рубінами між променями. Точна кількість виготовлених орденів не відома, проте припускається, що їх було виготовлено всього близько 10—12 штук. Орденами мали бути нагороджені представники Збройних сил ЧРІ у званні бригадних і дивізійних генералів за виняткові військові досягнення. Пізніше, під час війни, були випущені «польові» варіанти цього ордена — без використання дорогоцінних металів.
Дев'ять променів ордена символізують дев'ять чеченських тукхумів, в центрі на круглому диску зображено державний герб Чеченської Республіки Ічкерія — самотнього вовка під місяцем.

#### Орден «Герой Нації»
Орден «Герой Нації» (чеч. Орден «Къоман Турпал», Orden «Qoman Turpal») — вище почесне звання Чеченської Республіки Ічкерія, що присвоюється указом президента ЧРІ «за виняткову проявлену мужність і героїзм під час бойових операцій».

#### Орден «Совість»
Орден «Совість» (чеч. Орден «Яхъ», Orden «Yaẋ») — державна нагорода Чеченської Республіки Ічкерія, що вручається «як вищий знак прояву людиною морально-етичних якостей, духу свободи, шляхетності, честі і справедливості, солідарності і підтримки боротьби чеченського народу». Нагорода була затверджена президентом ЧРІ Зелімханом Яндарбієвим указом № 95 від 17 серпня 1996 року.

#### Орден «Меч Газавату»
Орден «Меч Газавату» (чеч. Орден «ГІазотан тур», Orden «Ġazotan tur») — державна нагорода Чеченської Республіки Ічкерія, що вручалася лише двічі: юристу, економісту, полковнику ЗС ЧРІ Султану Арсаєву і меру Грозного, полковнику ЗС ЧРІ Лечі Дудаєву.

#### Орден Шейха Мансура

Абу Кутейб Джаммаль з орденом Шейха Мансура II-го ступеня

Орден Шейха Мансура (чеч. Шейх Мансуран цІарах орден, Şeyx Mansuran ċarax orden), також — орден «Захисник честі» (чеч. Орден «Сийлале Бяхо», orden «Siylalliy Biaho») — державна нагорода Чеченської Республіки Ічкерія, що має два ступені.
Згадка про назву ордена є тільки в технічній документації виробника — каунасського ЗАТ «Сувянірас». Партія цих нагород була замовлена в Литві в середині 1990-х років, проте жодної згадки про нагородження цим орденом немає.
З кадрів кінохроніки відомий лише один нагороджений орденом Шейха Мансура II-го ступеня — саудівський диверсант Абу-Кутейб.

#### Орден «Лицар честі»
Орден «Лицар честі» (чеч. Орден «Сий долу Къунах», Orden «Sij dolu Qonaxa») — вища державна нагорода Чеченської Республіки Ічкерія, що була задумана для нагородження іноземців, які зробили свій внесок у Чеченську Республіку Ічкерія.
Орден був розроблений і затверджений Джохаром Дудаєвим, серед володарів ордена «Лицар честі» на сьогоднішній день відома лише одна людина — правозахисник Сергій Ковальов. Орденом «Лицар честі» Ковальов був нагороджений декретом президента Джохара Дудаєва в травні 1995 року. Тоді ж, під час візиту Ковальова в Польщу, представники ЧРІ в Кракові хотіли вручити йому цей орден. Однак Ковальов відмовився прийняти нагороду, заявивши, що він не може взяти її, поки триває війна.
Орден було вручено Ковальову після закінчення війни, під час його повторного візиту в Польщу 22 січня 1997 року. За деякими даними, орден, як і деякі інші нагороди ЧРІ, був виготовлений в Польщі.

### Медалі

#### Медаль «Захисник Вітчизни»
[[Файл:Орден «Захисник Вітчизни».png|міні|200x200px|

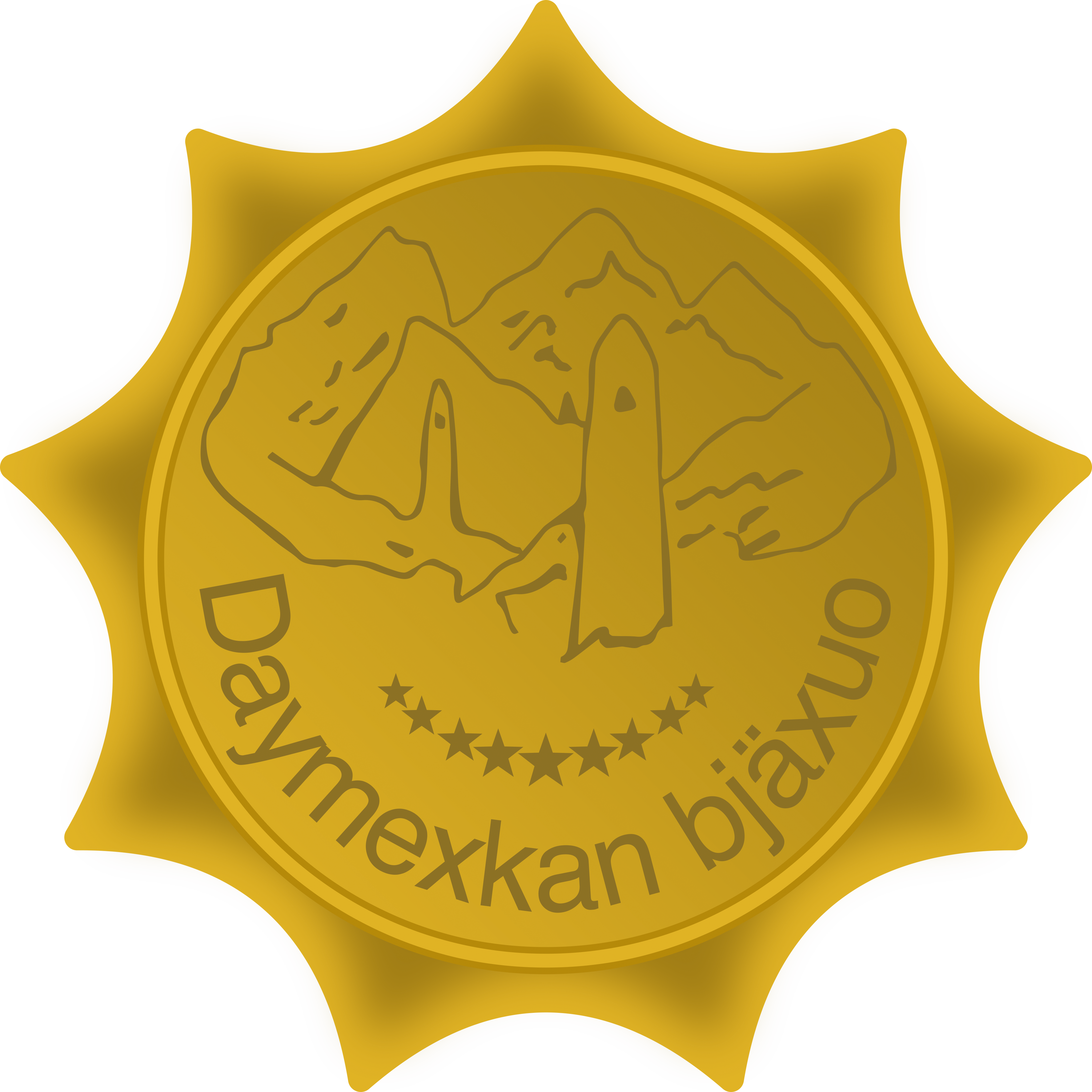
center|Варіант медалі «Захисник Вітчизни»

Медаль «Захисник Вітчизни» (чеч. Медаль «Даймохкан Бяхо», Midal «Daymexkan Biaxuo») — державна нагорода Чеченської Республіки Ічкерія, затверджена 1996 року, що присвоювалася військовослужбовцям Збройних сил ЧРІ за бойові заслуги.
Вперше цими медалями були нагороджені бійці диверсійних загонів «Тигри визволення Кавказу» і «Самотній Вовк», які вели бойові дії на території населених пунктів Дагестану Кизляр і Первомайське.
Медаль має форму дев'ятикутної зірки, кожен з променів якої символізує 9 чеченських тукхумів. В центрі нагороди, на тлі гір, зображено чеченські вежі — родові фортеці чеченців. Напис на медалі — «Захиснику Батьківщини» чеченською мовою.
Стрічка медалі має колір державного прапора Чеченської Республіки Ічкерія.
Спочатку медаль виготовлявся із золота з платиновою вставкою, але кількість виготовлених нагород із золота була дуже обмежена. Пізніше було виготовлено «польовий» варіант медалі — з білого металу, який і вручали надалі.

#### Медаль «Захисник Свободи»
Медаль «Захисник Свободи» (чеч. Мидал «Маршонан бІаьхо», Midal «Marşonan bjäxo») — державна нагорода Чеченської Республіки Ічкерія, що має три ступені і була затверджена Асланом Масхадовим у 1997 році.
Медаль була заснована з метою визнання у ставленні незалежної державності чеченського народу в 1990—1996 роках і в ознаменування річниці загибелі першого президента Чеченської Республіки Ічкерія Джохара Дудаєва Асланом Масхадовим указом № 174 від 10 квітня 1997 року.
Медаль вручалася «за прояв високих зразків рис національного характеру чеченського народу в ім'я утвердження в ЧРІ свободи, духовності, справедливості і моральної чистоти суспільства». Нею нагороджувалися активні учасники політичних процесів становлення та захисту незалежності республіки Ічкерія, а також особи, що зробили активну моральну, матеріальну і політичну підтримку її незалежності.
До комісії, що займалася поданням до нагороди медаллю, входили члени Асамблеї суспільно-політичних партій і рухів за незалежність ЧРІ, представники МЗС ЧРІ і Конгрес вайнахської діаспори в Росії. Нагороджені особи заносилися до «Списку синів і дочок Вітчизни» (чеч. «Г1азотан Жайна»), яким як і іншим особам, нагородженим бойовими нагородами ЧРІ та інвалідам російсько-чеченської війни, надається право безоплатного проїзду на громадському транспорті, крім таксі.
Нагородженим медаллю, а також сім'ям загиблих у російсько-чеченській війні надавалося першочергове право на відшкодування матеріальної шкоди, заподіяної війною, отримання компенсаційних виплат та відновлення житла.
На сьогоднішній день немає даних про нагородження цією медаллю.

#### Медаль «Захисник міста Грозного»
Медаль «Захисник міста Грозного» (чеч. Медаль «Грозный галин Бяхо», Medalj «Grozni Galin Bjaxuo») — державна нагорода Чеченської Республіки Ічкерія. Вручалася тим, хто відзначився при обороні чеченської столиці. Також відома як медаль «За оборону Грозного».
Медаль видавалася вже після закінчення Першої чеченської війни, у вересні 1996 року. Нагородження проводив виконувач обов'язків президента ЧРІ Зелімхан Яндарбієв.

#### Медаль Свободи
Медаль Свободи (англ. Medal of Freedom) — державна нагорода Чеченської Республіки Ічкерія, якою нагороджуються особливо визначні захисники свободи слова і прав чеченського народу. Медаль заснована парламентом незалежної ЧРІ у 2004 році.
Серед нагороджених медаллю відомі Ліннарт Мяль — з-поміж перших 27 березня 2004 року був нагороджений медаллю Свободи за захист гуманітарних прав людини в Чечні, за привернення громадської думки до порушень прав людини в республіці та засудження злочинів проти людяності. Іншими відомими особами, що були нагороджені медаллю Свободи є Ганна Політковська і Віссаріон Гугушвілі. Медалі їм вручили в парламенті Фінляндії в Гельсінкі в січні 2005 року на міжнародному семінарі з питання Чечні.
Медаль вручається урядом ЧРІ у еміграції.

### Почесні звання
Указом Президента Чеченської Республіки Ічкерія Джохара Дудаєва № 51 від 17 квітня 1994 року з метою стимулювання високопродуктивної праці, підвищенні зацікавленості робітників, службовців та інтелігенції Чеченської Республіки Ічкерія в досягненні високих результатів у відповідних галузях народного господарства було затверджено 23 почесні звання республіки.
Згідно положення про почесні звання ЧРІ, почесні звання встановлюються для присудження громадянам республіки за особливі заслуги в галузі створення і розвитку суспільного виробництва, правової основи чеченського держави, науки і техніки, народної освіти, охорони здоров'я, мистецтва, культури, зміцнення оборони, та інших областях трудової діяльності та високу професійну майстерність. Положенням було встановлено такі почесні звання:
- «Заслужений машинобудівник ЧРІ»
- «Заслужений працівник нафтової і газової промисловості ЧРІ»
- «Заслужений хімік ЧРІ»
- «Заслужений працівник сільського господарства ЧРІ»
- «Заслужений енергетик ЧРІ»
- «Заслужений працівник транспорту ЧРІ»
- «Заслужений економіст ЧРІ»
- «Заслужений юрист ЧРІ»
- «Заслужений працівник культури ЧРІ»
- «Заслужений артист ЧРІ»
- «Заслужений працівник фізкультури і спорту ЧРІ»
- «Заслужений працівник лісового господарства ЧРІ»
- «Заслужений лікар ЧРІ»
- «Заслужений вчитель ЧРІ»
- «Заслужений зв'язківець ЧРІ»
- «Заслужений архітектор ЧРІ»
- «Заслужений будівельник ЧРІ»
- «Заслужений винахідник ЧРІ»
- «Заслужений художник ЧРІ»
- «Заслужений діяч мистецтв ЧРІ»
- «Заслужений діяч науки ЧРІ»
- «Заслужений льотчик ЧРІ»
- «Заслужений штурман ЧРІ»

Подання до присвоєння почесного звання проводиться міністерствами і відомствами як з ініціативи цих органів, так і за клопотаннями підприємств, установ і організацій, в тому числі і суспільних. Подання, з викладенням заслуг, підписується керівником організації, що клопоче або підприємства та установи і направляється в міністерство або відомство по підпорядкованості. З укладенням міністра або керівника відомства подання направляється для остаточного рішення президенту ЧРІ, який присвоює почесне звання особистим указом.
Особам, удостоєним почесних звань ЧРІ, вручається грамота президента ЧРІ і відповідний нагрудний знак.

## Інші нагороди

### Почесне звання «Син Свободи»
Асамблея політичних партій, рухів та громадських об'єднань ЧРІ заснувала щорічне почесне звання «Син Свободи», яке присвоювалося за видатні успіхи в справі будівництва вільної Чеченської ісламської держави.
Лауреатом 1998 року став академік медицини Султан Айсханов — засновник і головний лікар клініки абдомінальної хірургії та екстремальної медицини в селищі Лаха-Невре, віце-президент Академії наук ЧРІ, професор, завідувач кафедри загальної хірургії Чеченського державного медичного інституту. Урочиста церемонія вручення Айсханову диплома і знака лауреата премії «Син Свободи» відбулася в селищі Лаха-Невре.

## Список нагороджених

### Орден «Честь Нації»
- Асламбек Арсаєв — колишній Міністр шаріатської державної безпеки ЧРІ, полковник[12];
- Турпал-Алі Атгєрієв — віце-прем'єр Кабінету міністрів та Міністр державної безпеки ЧРІ, бригадний генерал[12];
- Іса Мунаєв — бригадний генерал;
- Салман Радуєв — бригадний генерал;
- Володимир Зеленський — шостий Президент України[13].
- Імам Алімсултанов — чеченський співак, автор і виконавець пісень-балад.
- Ваха Арсанов — дивізійний генерал національної армії Ічкерії, активний учасник Першої та Другої російсько-чеченських воєн.
- Шаміль Басаєв — чеченський військовик, керівник чеченського руху за свободу від Росії, один з лідерів Ічкерії, бригадний генерал.
- Мустафа Джемілєв — політичний та громадський діяч України кримськотатарського походження. Герой України.
- Джохар Дудаєв — перший президент Чеченської Республіки Ічкерія.
- Наталія Естемірова — російська журналістка та правозахисниця, співробітниця правозахисного центру «Меморіал». Займалася переважно дослідженням та оприлюдненням фактів викрадень, убивств і тортур на території Чечні, де вона мешкала. Убита в 2009 році.
- Ахмед Закаєв — політичний і військовий діяч ЧРІ, виконувач обов'язків дипломатичного представника Чеченської Республіки Ічкерія.
- Зелімхан Яндарбієв — активний учасник чеченського визвольного руху. У 1996—1997 роках виконувач обов'язків президента Чеченської республіки Ічкерія.
- Ганна Політковська — російська журналістка, військова кореспондентка та документалістка опозиційних поглядів українського походження. Убита в 2006 році.
- Аслан Масхадов — другий презилент Чеченської Республіки Ічкерія.
- Вітаутас Ландсберґіс — литовський політик, державний і громадський діяч.
- Асланбек Ісмаїлов — чеченський державний і військовий діяч, бригадний генерал Збройних сил Ічкерії, близький соратник Шаміля Басаєва.

### Орден «Герой Нації»
- Асламбек Арсаєв — колишній Міністр шаріатської державної безпеки ЧРІ, полковник[12];
- Султан Арсаєв — полковник[14];
- Турпал-Алі Атгерієв — віце-прем'єр Кабінету міністрів та Міністр державної безпеки ЧРІ, бригадний генерал[12];
- Лінас Вялавічус (посмертно) — литовський снайпер;
- Руслан Гелаєв — активний учасник російсько-чеченських війн, польовий командир, дивізійний генерал;
- Моуді Мазашев — командир 10-го Шалінського бронетанкового батальйону Національної гвардії ЧРІ, майор[15];
- Олександр Музичко (Сашко Білий) — боєць УНСО, координатор Правого сектора на заході України[16];
- Іса Мунаєв — український та чеченський військовик, бригадний генерал Збройних сил Чеченської Республіки Ічкерія;
- Салман Радуєв — бригадний генерал, учасник військових дій проти російської федеральної влади, організатор низки гучних терактів на території Російської Федерації;
- Самір бін Салех ас-Сувейлім (двічі) — польовий командир, один з керівників збройних сил Чеченської Республіки Ічкерія[17];
- Олег Челнов (Олег Беркут, посмертно) — командир підрозділу УНА-УНСО «Вікінг» під час Першої російсько-чеченської війни[18].

### Орден «Захисник Вітчизни»
- Іса Мунаєв — український та чеченський військовик, бригадний генерал Збройних сил Чеченської Республіки Ічкерія;
- Салман Радуєв — бригадний генерал, учасник військових дій проти російської федеральної влади, організатор низки гучних терактів на території Російської Федерації;
- Самір бін Салех ас-Сувейлім (Амір Хаттаб) — польовий командир, один з керівників збройних сил Чеченської Республіки Ічкерія[17].

### Орден «Меч Газавату»
- Султан Арсаєв — полковник[14];
- Лечі Дудаєв — мер міста Грозного, полковник.

### Орден Шейха Мансура
I-го ступеня
- дані відсутні.

II-го ступеня
- Абу Кутейб Джаммаль — саудівський диверсант.

### Орден «Лицар Честі»
- Сергій Ковальов — російський правозахисник[19].

### Медаль «Захисник міста Грозного»
- Асламбек Арсаєв — колишній Міністр шаріатської державної безпеки ЧРІ, полковник[12].
- Іса Мунаєв — бригадний генерал.